# Orstom aoupinie
Orstom aoupinie – gatunek pająków z infrarzędu ptaszników i rodziny Barychelidae. Występuje endemicznie na Nowej Kaledonii.

## Taksonomia
Gatunek ten opisany został po raz pierwszy w 1994 roku przez Roberta Ravena na podstawie samic odłowionych w latach 1990–1993. Jako lokalizację typową wskazano górę Aoupinie. Epitet gatunkowy pochodzi od tejże lokalizacji.

## Morfologia
Holotypowa samica ma ciało długości 23 mm oraz karapaks długości 9,38 mm i szerokości 7,88 mm. Karapaks jest w zarysie prawie jajowaty, ubarwiony ciemnorudobrązowo, porośnięty delikatnymi, czarnymi włoskami. Charakterystyczne są duże oczy pary tylno-bocznej o krawędziach wewnętrznych trójkątnych w widoku grzbietowym. Jamki karapaksu są szerokie i wyraźnie zakrzywione. Szczękoczułki są ciemnobrązowe, porośnięte czarnymi szczecinkami. Bruzda szczękoczułka ma 13 dużych zębów w faliście zakrzywionym szeregu na krawędzi przedniej oraz 5 małe ząbki i od 6 do 8 ziarenek w części środkowo-nasadowej. Rastellum jest zupełnie zanikłe. Rudobrązowe szczęki zaopatrzone są w 60 kuspuli umieszczonych w kątach wewnętrznych i w części tylnej. Warga dolna i sternum są rudobrązowe. Odnóża są brązowe, pozbawione obrączkowania. Pierwsza para odnóży pozbawiona jest silnych kolców. Pazurki pierwszej i ostatniej pary odnóży mają po trzy małe ząbki na kilach środkowych. Opistosoma (odwłok) jest z wierzchu brązowa z pięcioma parami rozjaśnień, zaś od spodu jednolicie jasnobrązowa. Genitalia samicy mają dwie spermateki, każda o formie szerokiego, stożkowatego guzka, z którego środkowej części wyrasta duży i wąski płat o jajowatym wierzchołku.

## Ekologia i występowanie
Pająk ten występuje endemicznie w Prowincji Północnej Nowej Kaledonii, gdzie zasiedla wyłącznie górskie lasy deszczowe na zachodnim stoku góry Aoupinie. Stwierdzony został na wysokości 890 m n.p.m.
Kopie w glebie norki z jedynym wyjściem zamkniętym cienkim wieczkiem o zawiasie zlokalizowanym po górnej stronie. Dolna strona wejścia do norki rozszerzona jest w krótką, zakrzywioną platformę.
Do ptaszników występujących z nim sympatrycznie należą zaliczane do tej samej rodziny Encyocrypta mckeei, Natgeogia rastellata i Questocrypta goloboffi oraz zaliczany do Dipluridae Caledothele aoupinie.